# Myzocallis bellus
Myzocallis bellus är en insektsart som först beskrevs av Walsh 1863.  Myzocallis bellus ingår i släktet Myzocallis och familjen långrörsbladlöss. Inga underarter finns listade i Catalogue of Life.